# Syzygium arenitense
Syzygium arenitense är en myrtenväxtart som beskrevs av Lyndley Alan Craven. Syzygium arenitense ingår i släktet Syzygium och familjen myrtenväxter.
Artens utbredningsområde är Northern Territory, Australien. Inga underarter finns listade i Catalogue of Life.